# Thrinax baumgartneri
Thrinax baumgartneri — єдиний відомий вид викопного роду Thrinax родини Плащоносні акули. Існувала в час Пізньої крейди.

## Опис
Стосовно розміру цих акул немає відомостей, оскільки не було виявлено повного скелета. Зовнішністю схожа на іншу викопну акулу Chlamydoselachus fiedleri. Голова у неї була відносно велика. Мала 6 зябрових щілин. Особливістю є більш розвинений зубний апарат та окремими один від одного шкіряними наростами біля зябрового апарату, так званий «плащ». Тулуб витягнутий, проте наскільки гнучний невідомо.

## Спосіб життя
Трималася на доволі значній глибині. Полювала біля дна. Живилася глибоководними рибою та молюсками.
Стосовно процесу парування і розмноження натепер немає відомостей.

## Розповсюдження
Мешкала біля узбережжя південної Африки та в Антарктиці.